# Sinai do Norte
Sinai do Norte (em árabe: محافظة شمال سيناء‎; romaniz.: Muḥāfāzah Shamāl Saīnāʾ) é uma província (moafaza) do Egito sediada em Alarixe. Possui 27 564 quilômetros quadrados e segundo censo de 2018, havia 460 174 habitantes. Desde 2011, esta província tem sido afetada pela Insurgência do Sinai e das medidas do governo egípcio para combatê-la, resultado em muitas baixas. Doze soldados do país foram mortos em um posto de controle localizado na capital Alarixe, em 14 de outubro de 2016.

## População e demografia
De acordo com as estimativas populacionais egípcias, em 2015 a maioria dos habitantes desta província vivia em áreas urbanas (cuja taxa de urbanização era de 60,2%). A partir do total de 434 781 pessoas, 261 686 destas viviam em zonas urbanas, enquanto 173 095 pessoas habitavam as áreas rurais de Sinai do Norte. A densidade populacional encontra-se em 15 habitantes por quilômetro quadrado. Os censos egípcios mais recentes indicam uma alta na taxa de crescimento populacional da província.
A população da província possui predominância de membros das tribos beduínas, vistas como marginalizadas na sociedade egípcia. Uma atividade econômica significativa praticada por tais tribos tem sido o contrabando de suprimentos e armas da Faixa de Gaza (usando túneis transfronteiriços para a ação), além do auxílio a imigrantes ilegais em Israel. Estas atividades vem sendo reduzidas pelo governo egípcio, com repressão ao contrabando no local e a construção da barreira entre Israel e Egito.

## Zonas industriais
De acordo com a GAFI  (em inglês: Egyptian Governing Authority for Investment and Free Zones; em português: Autoridade Governamental Egípcia para Investimento e Zonas Francas), em conjunto com o Ministério do Investimento (MOI), três zonas industriais estão localizadas em Sinai do Norte, sendo elas: Al Masa’eed Artisans, Bir Al Abd e Heavy Industrial Zone - Arish.